# 全尼泊尔妇女协会（社会主义者）
全尼泊尔妇女协会（社会主义者）是尼泊尔共产党（联合社会主义者）的妇女翼。该组织成立于2021年8月18日，总部位于加德满都，在尼泊尔各地设有委员会，有5000名成员。现任主席为杰央蒂·黛维·拉伊。